# Stainforth (North Yorkshire)
Stainforth – wieś w Anglii, w hrabstwie North Yorkshire, w dystrykcie (unitary authority) North Yorkshire. Leży 80 km na zachód od miasta York i 323 km na północny zachód od Londynu.